# The Martyr (album d'Immortal Technique)
Pour les articles homonymes, voir The Martyr.
Albums de Immortal Technique
The 3rd World
(2008)
The Martyr est une compilation d'Immortal Technique, sortie le 27 octobre 2011 en téléchargement gratuit sur le site de Viper Records. 
The Martyr contient des morceaux inédits ne figurant pas sur les albums précédents.

## Liste des titres
| No  | Titre                                                                    | Contient un (des) sample(s) de | Durée |
| --- | ------------------------------------------------------------------------ | --- | ----- |
| 1.  | Burn This                                                                | | 0:18  |
| 2.  | The Martyr                                                               | Eleanor Rigby des Beatles | 4:31  |
| 3.  | Angels & Demons (featuring dead prez et Bazaar Royale)                   | Dream On d'Aerosmith Last Dayz d'Onyx                                                                                             | 4:53  |
| 4.  | Rich Man's World (1%)                                                    | Money de Pink Floyd Money Money Money d'ABBA                                                                                      | 4:41  |
| 5.  | Toast to the Dead                                                        | Alpha de Vangelis Dead Wrong de The Notorious B.I.G. featuring Eminem Full Clip de Gang Starr Just a Moment de Nas featuring Quan | 3:50  |
| 6.  | Eyes in the Sky (featuring Mojo)                                         | Eye in the Sky de l'Alan Parsons Project                                                                                          | 2:23  |
| 7.  | Goonies Never Die (featuring Diabolic et Swave Sevah Gomez)              | It's Not Smart to Be Dumb de Phil Foster Theme From the Goonies de Dave Grusin                                                    | 5:25  |
| 8.  | Natural Beauty (featuring Mela Machinko)                                 | | 3:44  |
| 9.  | Running Nowhere (interlude)                                              | Sputnik de Sidney Owens & North, South Connection                                                                                 | 0:56  |
| 10. | Civil War (featuring Killer Mike, Brother Ali et Chuck D)                | | 5:04  |
| 11. | Mark of the Beast (featuring Akir et Beast 1333)                         | Ah Yeah de KRS-One I'm a African de dead prez                                                                                     | 4:00  |
| 12. | Black Vikings (featuring Styles P, Vinnie Paz et Poison Pen)             | Beowulf Main Theme d'Alan Silvestri                                                                                               | 5:32  |
| 13. | Conquerors (featuring Dr. John Henrik Clarke)                            | Looking back de Pierre Arvay | 1:38  |
| 14. | Young Lords (featuring Joell Ortiz, Pumpkinhead, CF et Panama Alba)      | Runaway de Bon Jovi | 5:07  |
| 15. | Últimas Palabras                                                         | | 7:36  |
| 16. | Sign of the Times (featuring Cetan Wanbli, Lockjaw Nakai et Cornel West) | La Partida de Víctor Jara | 4:23  |